# Dia Mundial sem Tabaco

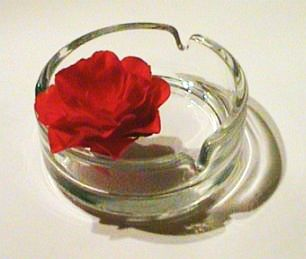
Cinzeiros com flores frescas são um símbolo comum do Dia Mundial Sem Tabaco

O Dia Mundial sem Tabaco é uma data celebrada anualmente no dia 31 de maio. Criada pelos Estados membros da Organização Mundial da Saúde, a campanha tem como objetivo chamar a atenção para a epidemia do tabaco e para as mortes que causa, informando o público sobre os perigos do uso do tabaco, as estratégias da indústria do tabaco e as ações da Organização Mundial da Saúde para o controle do tabagismo. A campanha também visa informar as pessoas sobre o que podem fazer para ter uma vida saudável e proteger crianças, adolescentes e jovens das consequências devastadoras do tabagismo.
A Revisão da Classificação Estatística Internacional de Doenças e Problemas Relacionados à Saúde classifica o tabagismo como doença, no grupo dos transtornos mentais e comportamentais devidos ao uso de substância psicoativa. A doença é causada pela dependência à nicotina presente em produtos derivados de tabaco e é a maior causa isolada evitável de adoecimento e mortes precoces em todo o mundo.
O tabagismo é responsável por mais de 7 milhões de mortes por ano em todo o mundo e por inúmeras doenças tabaco relacionadas. É uma das principais causas do câncer de pulmão e no Brasil milhares de pessoas morrem anualmente por este tipo de câncer. A maior parte dos fumantes vive em países de baixa e média renda e possuem menor escolaridade.
Os países signatários da Convenção-Quadro para o Controle do Tabaco são estimulados a organizar eventos todos os anos para ajudar as comunidades a comemorar o Dia Mundial Sem Tabaco à sua maneira em nível local. Os eventos ocorrem por meio de campanhas de conscientização do público, confecção folhetos e cartazes, dentre outros.
No Brasil, o Instituto Nacional de Câncer José Alencar Gomes da Silva é o órgão do Ministério da Saúde que coordena o Programa Nacional de Controle do Tabagismo e é o responsável pela divulgação e comemoração da data de acordo com o tema estabelecido a cada ano pela Organização Mundial da Saúde. As ações comemorativas envolvem a sociedade civil e ocorrem de forma articulada com as secretarias estaduais e municipais de Saúde dos 26 estados e Distrito Federal. São promovidas diferentes ações de mobilização em escolas, unidades de saúde, ambientes de trabalho e outros. Essas ações, em sua maioria, são abertas ao público possibilitando a troca de informações e sensibilização da população em geral. Dentre as atividades desenvolvidas ocorrem caminhadas, corridas, atividades ao ar livre, medições referentes ao consumo de tabaco com uso de monoxímetro, criação de peças teatrais e jogos.

## Slogans anuais das campanhas do Dia Mundial sem Tabaco
Para auxiliar os países nas comemorações da data, a OMS divulga em seu site um cartaz com a imagem da campanha daquele ano e um guia com orientações. Os países podem utilizar a imagem e os dados da campanha gratuitamente.

### Linha do tempo
Desde 1988 diferentes temas têm sido indicados pela Organização Mundial de Saúde para celebrar o Dia Mundial sem Tabaco.
- 2024 – Proteger as crianças da interferência da indústria do tabaco / Protecting children from tobacco industry interference[10]
- 2023 – Cultivar alimentos, não tabaco / Grow food, not tobacco[11]
- 2022 – Tabaco: Ameaça ao meio ambiente / Tobacco: Threat to our environment[12]
- 2021 – Comprometer-se a sair / Commit to quit[13]
- 2020 – Protegendo os jovens da manipulação da indústria e impedindo-os de usar de tabaco e nicotina / Tobacco and related industry tactics to attract younger generations.[14]
- 2019 – Tabaco e saúde pulmonar / Tobacco and lung health.[15]
- 2018 – Tabaco e doenças do coração / Tobacco and heart disease.[1][16]
- 2017 – Tabaco – uma ameaça ao desenvolvimento / Tobacco – a threat to development.[1][9][17]
- 2016 – Embalagens padronizadas de tabaco / Get ready for plain packaging.[1][9][18]
- 2015 – Fim do comércio ilegal de produtos de tabaco / Stop illicit trade of tobacco products.[1][9][19]
- 2014 – Aumento de impostos sobre produtos de tabaco / Raise taxes on tobacco.[1][9][20]
- 2013 – Proibir a publicidade, a promoção e o patrocínio do tabaco / Ban tobacco advertising, promotion and sponsorship.[1][21]
- 2012 – Interferência da indústria do tabaco / Tobacco industry interference.[1][22]
- 2011 – Convenção-Quadro da Organização Mundial da Saúde para o controle do tabaco / The WHO Framework Convention on Tobacco Control.[1][23]
- 2010 – Gênero e tabaco com ênfase no marketing para mulheres / Gender and tobacco with an emphasis on marketing to women.[1][24]
- 2009 – Advertências sanitárias nas embalagens dos produtos de tabaco / Tobacco health warnings.[1][9][25]
- 2008 – Juventude livre de tabaco / Tobacco-free youth.[1][9][26]
- 2007 – Ambientes livres de tabaco / Smoke free inside.[1][9][27]
- 2006 – Tabaco: mortal em todas as suas formas e disfarces / Tobacco: deadly in any form or disguise.[1][9][28]
- 2005 – Profissionais da saúde contra o tabaco / Health professionals against tobacco.[1][29]
- 2004 – Tabaco e pobreza: um círculo vicioso / Tobacco and poverty, a vicious circle.[1][9][30]
- 2003 – Filmes livres de tabaco, moda livre de tabaco / Tobacco free film, tobacco free fashion.[1][9][31]
- 2002 – Esporte livre de tabaco / Tobacco free sports.[1][32]
- 2001 – Fumaça de segunda mão mata: tabagismo passivo / Second-hand smoke kills.[1][33]
- 2000 – Tabaco mata não seja enganado / Tobacco kills, don't be duped.[1][34]
- 1999 – Deixe o cigarro para trás / Leave the pack behind.[1]
- 1998 – Crescendo sem tabaco / Growing up without tobacco.[1]
- 1997 – Unidos para um mundo sem tabaco / United for a tobacco free world.[1]
- 1996 – Esporte e arte sem tabaco: jogue livre de tabaco / Sport and art without tobacco: play it tobacco free.[1]
- 1995 – O tabaco custa mais do que você pensa / Tobacco costs more than you think.[1]
- 1994 – Mídia e tabaco: transmita a mensagem / Media and tobacco: get the message across.[1]
- 1993 – Serviços de saúde: nossas janelas para um mundo livre de tabaco / Health services: our windows to a tobacco free world.[1]
- 1992 – Locais de trabalho sem tabaco: mais seguros e saudáveis / Tobacco free workplaces: safer and healthier.[1]
- 1991 – Locais e transportes públicos: melhores livres de tabaco / Public places and transport: better be tobacco free.[1]
- 1990 – Infância e juventude sem tabaco: crescendo sem tabaco / Childhood and youth without tobacco: growing up without tobacco.[1]
- 1989 – Mulheres e tabaco: o tabagismo feminino: um risco a mais / Women and tobacco: the female smoker: at added risk.[1]
- 1988 – Tabaco e saúde: escolha saúde / Tobacco or Health: choose health.[1][35]